# HD173880
HD173880 — хімічно пекулярна зоря спектрального класу A3, що має видиму зоряну величину в смузі V приблизно 4,4.
Вона  розташована на відстані близько 92,7 світлових років від Сонця.

## Фізичні характеристики
Зоря HD173880 обертається
досить швидко
навколо своєї осі. Проєкція її екваторіальної швидкості на промінь зору становить Vsin(i)= 81км/сек.